# Sainte-Eanne
Sainte-Eanne ist eine französische Gemeinde mit 592 Einwohnern (Stand: 1. Januar 2022) im Département Deux-Sèvres in der Region Nouvelle-Aquitaine (vor 2016: Poitou-Charentes). Sie gehört zum Arrondissement Niort und zum Kanton Saint-Maixent-l’École. Die Einwohner werden Emmeranais genannt.

## Geographie
Sainte-Eanne liegt etwa 23 Kilometer ostnordöstlich von Niort am Pamproux. Umgeben wird Sainte-Eanne von den Nachbargemeinden Nanteuil im Norden, Soudan im Nordosten, Salles im Osten, La Mothe-Saint-Héray im Süden, Souvigné im Südwesten sowie Saint-Martin-de-Saint-Maixent im Westen.

## Bevölkerungsentwicklung
| Jahr                       | 1962 | 1968 | 1975 | 1982 | 1990 | 1999 | 2006 | 2019 |
| Einwohner                  | 550  | 532  | 518  | 552  | 627  | 594  | 642  | 605  |
| Quellen: Cassini und INSEE |      |      |      |      |      |      |      |      |

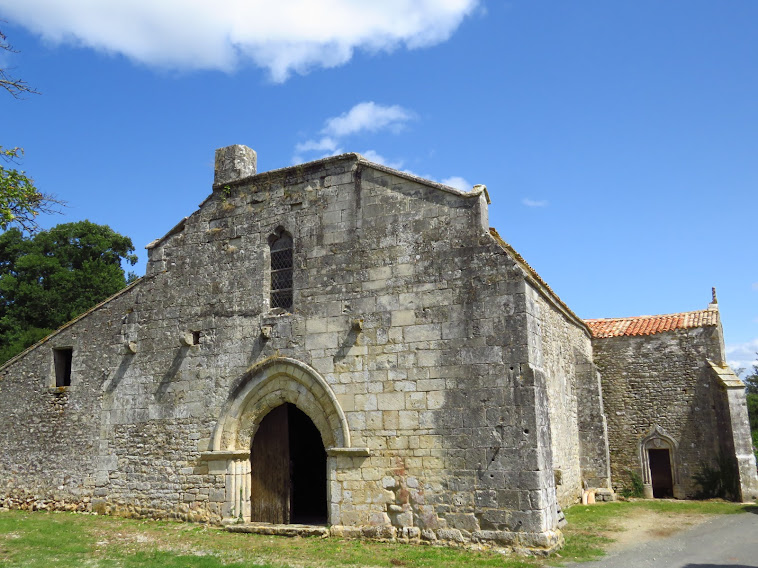
Kirche Saint Emmeran
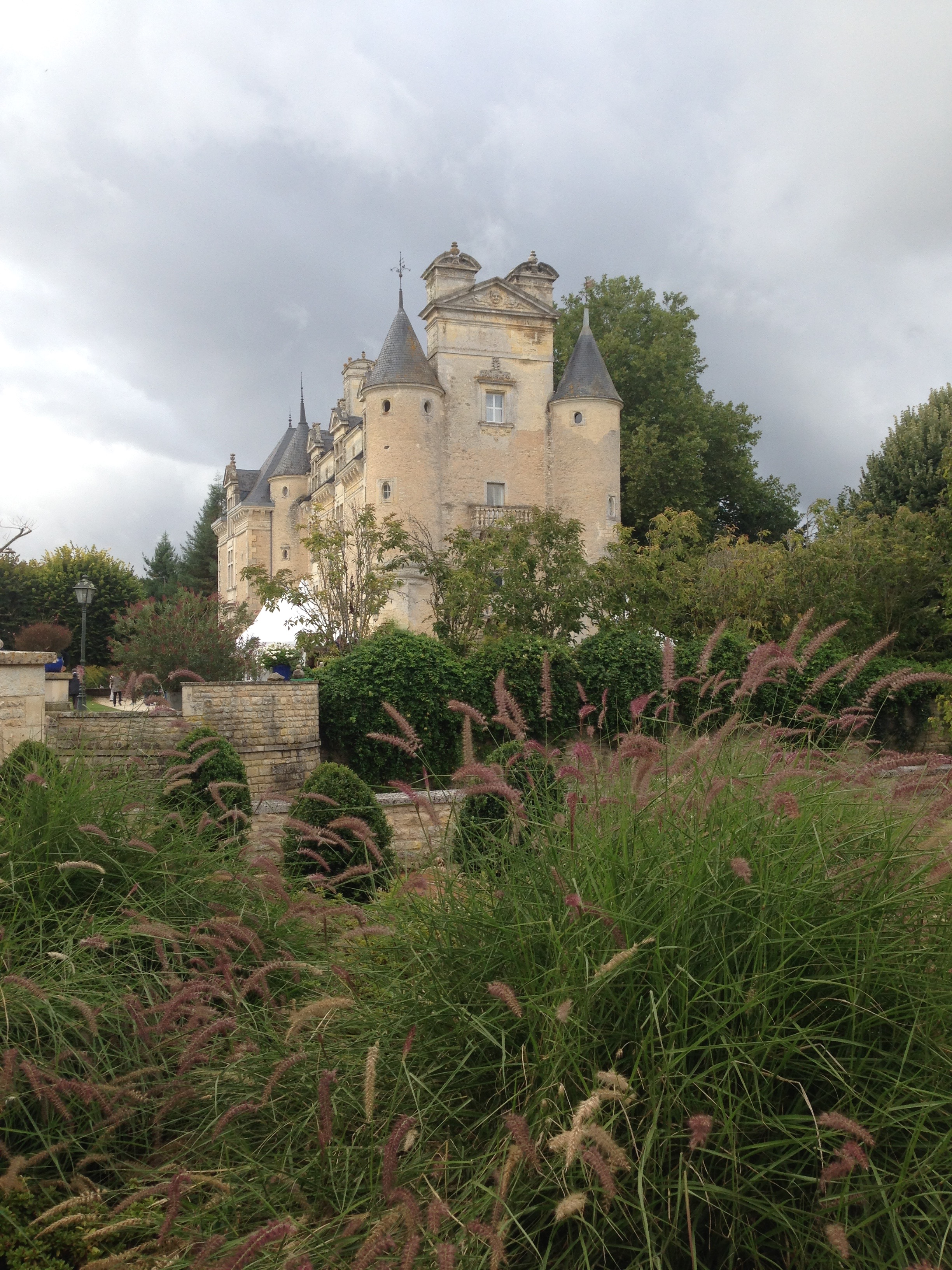
Schloss Villedieu-de-Comblé